# Apanteles medon
Apanteles medon är en stekelart som beskrevs av Nixon 1965. Apanteles medon ingår i släktet Apanteles och familjen bracksteklar. Inga underarter finns listade i Catalogue of Life.